# Seabury Quinn
Seabury Grandin Quinn (Washington, 1º gennaio 1889 – 24 dicembre 1969) è stato un avvocato, giornalista e romanziere statunitense.

## Biografia

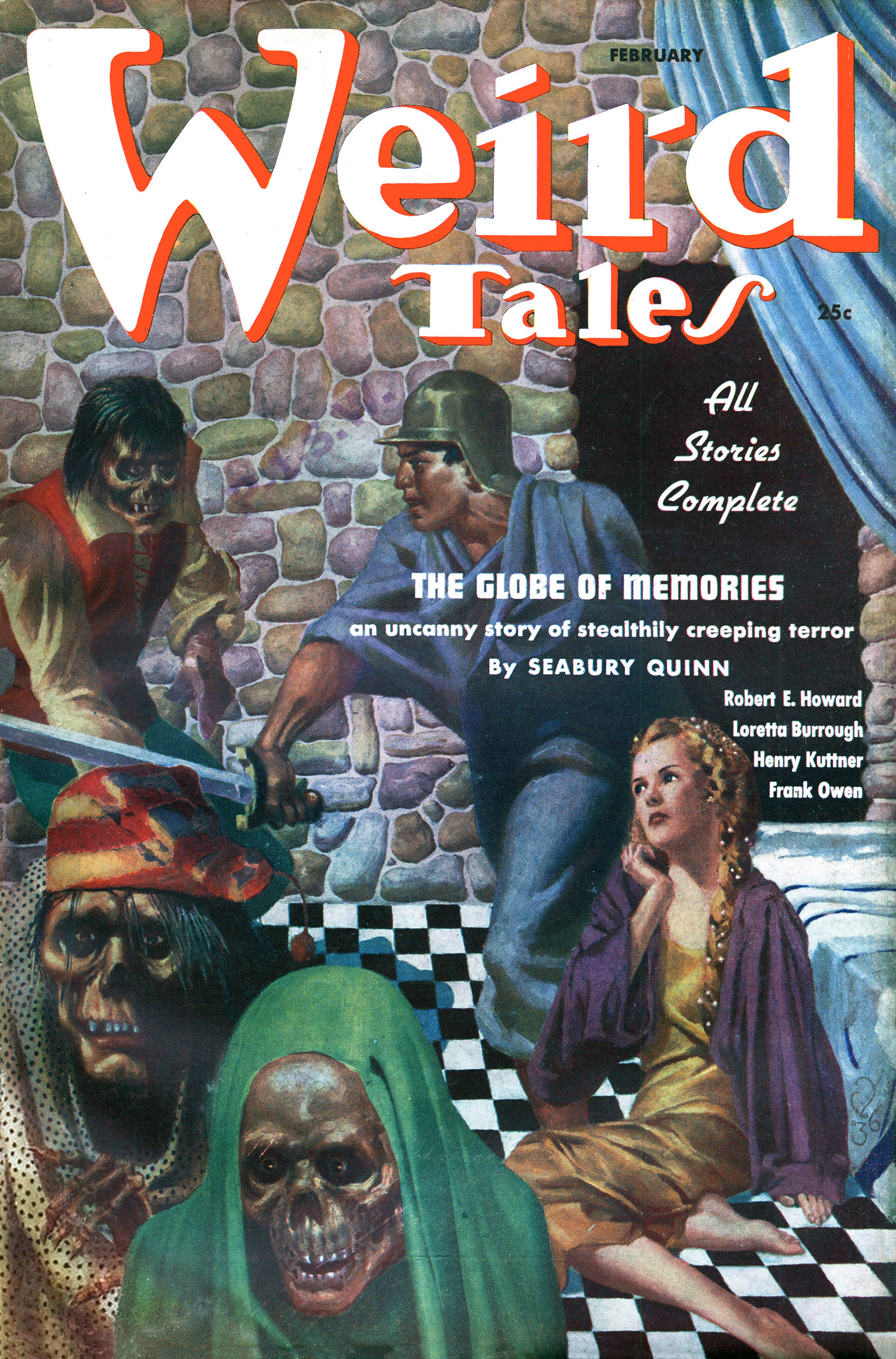
Copertina del magazine Weird Tales (Febbraio 1937, vol. 29, no. 2) con The Globe of Memories di Seabury Quinn. Copertina di Virgil Finlay.

Nato e cresciuto a Washington, Quinn frequentò la facoltà di legge della National University, laureandosi nel 1910, e successivamente prestò servizio militare durante la prima guerra mondiale. Dopo la ferma militare si trasferì a New York per insegnare medicina legale e scrivere articoli tecnici destinati a riviste specialistiche di giurisprudenza (a partire da "The Law of the Movie", apparso sul mensile The Motion Picture Magazine nel numero di Dicembre 1917), ma ben presto volle affiancare alla scrittura tecnica anche racconti da proporre ai pulp magazine, le riviste economiche di narrativa di genere: il suo racconto "Demons of the Night" fu quindi pubblicato in Detective Story Magazine il 19 Marzo 1918, "Was She Mad?" apparve sulla medesima testata nel numero seguente del 25 Marzo 1918, e "The Stone Image" venne stampato nel numero di The Thrill Book del 1 Maggio 1919.
Nel 1925 e fino al 1940 Quinn divenne direttore del periodico Casket & Sunnyside, una rivista specialistica rivolta agli impresari funerari, e contemporaneamente raggiunse un ampio successo come narratore avviando sulle pagine Weird Tales il ciclo di Jules de Grandin, un investigatore privato che risiede nell'immaginaria città di Harrisonville, nello stato di New York, e indaga su fenomeni paranormali e sovrannaturali aiutato dal suo assistente Dr. Trowbridge, trasponendo in un contesto fantastico le dinamiche della coppia Sherlock Holmes e Dottor Watson: la saga dei due personaggi iniziò nel racconto "Terror on the Links”, apparso su Weird Tales di Ottobre 1925, ed ebbe tale successo che Quinn la proseguì, sempre su quel medesimo periodico, fino al 1951, componendo in totale 93 episodi di lunghezza variabile fra racconto e romanzo. In aggiunta, Quinn riuscì a vendere a Weird Tales altri cinquanta testi di argomento vario, ivi compresa la novella storica Roads (in Weird Tales di Gennaio 1938), che riconduce la leggenda di Babbo Natale a una reinterpretazione di episodi evangelici; il conseguente totale di 143 pubblicazioni lo rende l'autore in assoluto più proposto da Weird Tales, superando non di poco scrittori altrettanto apprezzati come Edmond Hamilton, Howard P. Lovecraft, Robert E. Howard e Clark Ashton Smith.
Nel 1937 Quinn tornò a vivere a Washington e continuò l'attività divulgativa sui periodici tecnici, in particolare scrivendo per De-Ce-Co Magazine (poi rinominato The Dodge Magazine) e per The American Funeral Director; e nel corso della seconda guerra mondiale esercitò la professione forense per lo Stato americano. Risale a questo periodo il suo secondo grande ciclo narrativo, ovverosia i 147 racconti apparsi su Dodge Magazine con protagonista Jerome Burke, in cui l'eponimo becchino narra in prima persona episodi salienti e avvincenti della propria professione (avvalendosi, nella finzione narrativa, di Quinn come proprio agente letterario), tracciando un ritratto minuto della vita di villaggio statunitense a metà del Novecento. 
Quinn morì a Washington il 24 dicembre 1969, e un elogio funebre gli fu tributato dalla sua amica e collega romanziera Mary Elizabeth Counselman.

## Giudizi critici
Quando Quinn era in vita, il ciclo di Jules de Grandin fu un vero e proprio best-seller fra le proposte della rivista Weird Tales, tenendo testa a opere rimaste ben più celebri come la saga di Conan il cimmero composta da Robert Howard o il Ciclo di Cthulhu creato da Howard Lovecraft e sviluppato collettivamente da molti altri autori suoi amici. Il romanziere e storico della letteratura Brian Stableford ha però evidenziato che i racconti di de Grandin sono afflitti dai difetti tipici della letteratura pulp di qualità medio-bassa, ovverosia personaggi stereotipati dalla caratterizzazione povera e intrecci mal costruiti dalla risoluzione insoddisfacente: a giudizio di Stableford, i migliori racconti di Quinn sono piuttosto quelli che mescolano erotismo e umorismo, a partire dalla novella The Globe of Memories (1937) fino al romanzo postumo Alien Flesh (1977).

## Opere

### Ciclo di Jules de Grandin
Saga composta da novantadue racconti e un romanzo.
1. "Terror on the Links" o “Horror on the Links”, (ottobre 1925)
2. The Tenants of Broussac (dicembre 1925)
3. The Isle of Missing Ships (febbraio 1926)
4. The Vengeance of India (aprile 1926)
5. The Dead Hand (maggio 1926)
6. The House of Horror (luglio 1926)
7. Ancient Fires (settembre 1926)
8. The Great God Pan (ottobre 1926)
9. The Grinning Mummy (novembre 1926)
10. The Man Who Cast No Shadow (febbraio 1927)
11. The Blood Flower (marzo 1927)
12. The Veiled Prophetess (maggio 1927)
13. The Curse of Everand Maundy (luglio 1927)
14. Creeping Shadows (agosto 1929)
15. The White Lady of the Orphanage (settembre 1927)
16. The Poltergeist (ottobre 1927)
17. The Gods of East and West (gennaio 1928)
18. Mephistopheles and Company Ltd. (febbraio 1928)
19. The Jewel of the Seven Stones (aprile 1928)
20. The Serpent Woman (giugno 1928)
21. Body and Soul (settembre 1928)
22. Restless Souls (ottobre 1928)
23. The Chapel of Mystic Horror (dicembre 1928)
24. The Black Master (gennaio 1929)
25. The Devil-People (febbraio 1929)
26. The Devil's Rosary (aprile 1929)
27. The House of the Golden Masks (giugno 1929)
28. The Corpse-Master (luglio 1929)
29. Trespassing Souls (settembre 1929)
30. The Silver Countess (ottobre 1929)
31. The House Without a Mirror (novembre 1929)
32. Children of Ubasti (dicembre 1929)
33. The Curse of the House of Phipps o The Doom of the House of Phipps (gennaio 1930)
34. The Drums of Damballah (marzo 1930)
35. The Dust of Egypt (aprile 1930)
36. The Brain-Thief (maggio 1930)
37. The Priestess of the Ivory Feet (giugno 1930)
38. The Bride of Dewer (luglio 1930)
39. Daughter of the Moonlight (agosto 1930)
40. The Druid's Shadow (ottobre 1930)
41. Stealthy Death (novembre 1930)
42. The Wolf of St. Bonnot (dicembre 1930)
43. The Lost Lady (gennaio 1931)
44. The Ghost-Helper (febbraio 1931)
45. Satan's Stepson (settembre 1931)
46. The Devil's Bride, serializzato in sei puntate in Weird Tales da Febbraio a Luglio 1932).
47. The Dark Angel (agosto 1932)
48. The Heart of Siva (ottobre 1932)
49. The Bleeding Mummy (novembre 1932)
50. The Door to Yesterday (dicembre 1932)
51. A Gamble in Souls (gennaio 1933)
52. The Thing in the Fog (marzo 1933)
53. The Hand of Glory (luglio 1933)
54. The Chosen of Vishnu (agosto 1933)
55. Malay Horror (settembre 1933)
56. The Mansion of Unholy Magic (ottobre 1933)
57. Red Gauntlets of Czerni (dicembre 1933)
58. The Red Knife of Hassan (gennaio 1934)
59. The Jest of Warburg Tantavul”(settembre 1934)
60. The Hands of the Dead (gennaio 1935)
61. The Black Orchid (agosto 1935)
62. The Dead-Alive Mummy (ottobre 1935)
63. A Rival From the Grave (gennaio 1936)
64. Witch-House (novembre 1936)
65. The Children of the Bat (gennaio 1937)
66. Satan's Palimpsest (settembre 1937)
67. Pledged to the Dead (ottobre 1937)
68. Living Buddhess (novembre 1937)
69. Flames of Vengeance (dicembre 1937)
70. Frozen Beauty (febbraio 1938)
71. Incense of Abomination (marzo 1938)
72. Suicide Chapel (giugno 1938)
73. The Venomed Death of Vengeance (agosto 1938)
74. Black Moon (ottobre 1938)
75. The Poltergeist of Swan Upping (febbraio 1939)
76. The House Where Time Stood Still (marzo 1939)
77. Mansions in the Sky (giugno-luglio 1939)
78. The House of the Three Corpses (agosto 1939)
79. Stoneman's Memorial (maggio 1942)
80. Death's Bookkeeper (luglio 1944)
81. The Green God's Ring (gennaio 1945)
82. Lords of the Ghostlands (marzo 1945)
83. Kurban (gennaio 1946)
84. The Man in the Crescent Terrace (marzo 1946)
85. Three in Chains (maggio 1946)
86. Catspaws (luglio 1946)
87. Lotte (settembre 1946)
88. Eyes in the Dark (novembre 1946)
89. Clair de Lune (novembre 1947)
90. Vampire Kith and Kin (maggio 1949)
91. Conscience Maketh Cowards (novembre 1949)
92. The Body Snatchers (novembre 1950)
93. The Ring of Bastet (settembre 1951)

Una selezione di trentatré episodi della saga è stata pubblicata in volume per la prima volta in una collana di sei tomi edita da Popular Library, tradotta per metà in Italiano da Profondo Rosso:
1. Il cacciatore di fantasmi (The Adventures of Jules de Grandin), Popular Library, 1976. Traduzione non accreditata, Orizzonti del Fantastico, Profondo Rosso, 2014. Comprende un'introduzione di Lin Carter, una di Quinn stesso, sette racconti, e una postfazione di Robert Weinberg; la traduzione italiana taglia i tre paratesti.
2. The Casebook of Jules de Grandin, Popular Library, 1976. Comprende una prefazione di Robert A. W. Lowndes, sette racconti, e una postfazione di Robert Weinberg.
3. Weird Tales: Le notti del demonio (The Skeleton Closet of Jules de Grandin), Popular Library, 1976. Traduzione di Morris Del Frate, Orizzonti del Fantastico, Profondo Rosso, 2017. Comprende una prefazione di Manly Wade Wellman, sei racconti, e una postfazione di Robert Weinberg; la traduzione italiana taglia i due paratesti e accredita surrettiziamente Luigi Cozzi come curatore del volume.
4. The Devil's Bride, Popular Library, 1976. Prima edizione in volume del romanzo omonimo.
5. Weird Tales: Le porte dell'inferno (The Hellfire Files of Jules de Grandin), Popular Library, 1976. Traduzione di Nicola Lombardi, Orizzonti del Fantastico, Profondo Rosso, 2017. Comprende sei racconti e una postfazione di Robert Weinberg; la traduzione italiana sposta il paratesto in prefazione e accredita surrettiziamente Luigi Cozzi come curatore del volume.
6. The Horror Chambers of Jules de Grandin, Popular Library, 1977. Comprende sei racconti e una postfazione di Robert Weinberg.

La prima edizione integrale in volume è stata The Compleat Jules De Grandin (3 vol., The Battered Silicon Dispatch Box, 2001), successivamente riproposta come The Complete Tales of Jules de Grandin (5 vol., Night Shade Books, 2017-2019).

### Ciclo del Professor Forrester
Una saga di tredici racconti mai riunita in un volume tematico; sei episodi sono stati riscritti a distanza di diversi anni e trasformati in racconti di Jules de Grandin.
1. "In The Fog", in Real Detective Tales and Mystery Stories Febbraio 1927.
2. "The House of Intrigue", in Real Detective Tales and Mystery Stories Marzo 1927.
3. "The Monkey God", in Real Detective Tales and Mystery Stories Aprile/Maggio 1927.
4. "The Red Serpent", in Real Detective Tales and Mystery Stories Giugno/Luglio 1927.
5. "Daughters of the Death's Head", in Real Detective Tales and Mystery Stories Agosto/Settembre 1927..
6. "Ways That Are Dark", in Real Detective Tales and Mystery Stories Ottobre 1927.
7. "Quivering Air", in Real Detective Tales and Mystery Stories Novembre 1927.
8. "The Ghosts of Towneley Towers", in Real Detective Tales and Mystery Stories Dicembre 1927.
9. "The Black Widow", in Real Detective Tales and Mystery Stories Gennaio 1928.
10. "Thirty Minutes by the Watch", in Real Detective Tales and Mystery Stories Febbraio 1928.
11. "Mark of the Beast ", in Real Detective Tales and Mystery Stories Aprile 1928.
12. "The Hairy Monster", in Real Detective Tales and Mystery Stories Giugno 1928.
13. "The Ring of Fury", in Real Detective Tales and Mystery Stories Ottobre 1928.

### Ciclo di Carlos de la Muerte
Una saga di quattro racconti mai riunita in un volume tematico.
1. "The Vagabond-at-Arms", in The Magic Carpet Magazine Aprile 1933.
2. "The Bride of God", in The Magic Carpet Magazine Luglio 1933.
3. "The Tiger's Cubs", in The Magic Carpet Magazine Ottobre 1933.
4. "The Spider Woman", in The Magic Carpet Magazine Gennaio 1934.

### Ciclo di Charmichael
Una saga di tre racconti mai riunita in un volume tematico.
1. "There Are Such Things", in Weird Tales Maggio 1941.
2. "Birthmark", in Weird Tales Settembre 1941.
3. "Bon Voyage, Michele", in Weird Tales Gennaio 1941.

### Romanzi e novelle autoconclusivi
- The Globe of Memories, in Weird Tales Febbraio 1931; prima edizione in volume nella raccolta Is the Devil a Gentleman?, The Voyager Series, Mirage Press, 1970.
- Roads, in Weird Tales Gennaio 1938; prima edizione in volume Arkham House, 1948.
- Alien Flesh, postumo per Oswald Train, 1977.

### Raccolte di racconti
- The Phantom Fighter, Mycroft & Moran, 1966. Selezione di dieci racconti di Jules de Grandin con prefazione dell'autore.
- Is the Devil a Gentleman?, The Voyager Series, Mirage Press, 1970. Comprende un'introduzione di William H. Evan, la novella The Globe of Memories, un racconto di Charmichael, e sette racconti autoconclusivi.
- The Vagabond-at-Arms, The Battered Silicon Dispatch Box, 2002.
- Night Creatures, Ash-Tree Press, 2003. Comprende un'introduzione di Peter Ruber e Joseph Wrzos, un racconto di Jules de Grandin, uno di Carmichael, e nove autoconclusivi.
- Demons of the Night: And Other Early Tales, Black Dog Books, 2009. Comprende un'introduzione di Gene Christie, un racconto del professor Forrester e nove autoconclusivi.
- Someday I'll Kill You! and Other Forgotten Stories, Black Dog Books, 2017. Comprende un'introduzione di Gene Christie e venti racconti autoconclusivi.